# En resa i Finland
En resa i Finland är en bok av Zacharias Topelius utgiven i tolv band mellan 1872 och 1874, som handlar om Finland, dess folk och orter. Verket är illustrerat med 36 stålstick.
Motiven är i första hand hämtade från södra Finlands kusttrakter, men Tavastland, Karelen och Savolax är också representerade. I verket ingår också en statistisk översikt av chefen för Statistiska centralbyrån, K. E. F. Ignatius. Avsikten var att ge ut ytterligare häften om de nordligare delarna av landet, men då det låga antalet prenumeranter gjorde utgivningen olönsam, utkom inga fler serier.
En resa i Finland översattes och utgavs samtidigt på finska under titeln Matkustus Suomessa av Julius Krohn. Översättningar till tyska utkom 1874 och ryska utkom 1875.
En resa i Finland återutgavs av Svenska litteratursällskapet i Finland år 2013. Till Topelius liknande historisk-geografiska verk hör Finland framstäldt i teckningar (1845-1852) och Boken om vårt land (1875).

## Illustrationer
Utvalda illustrationer från boken: 

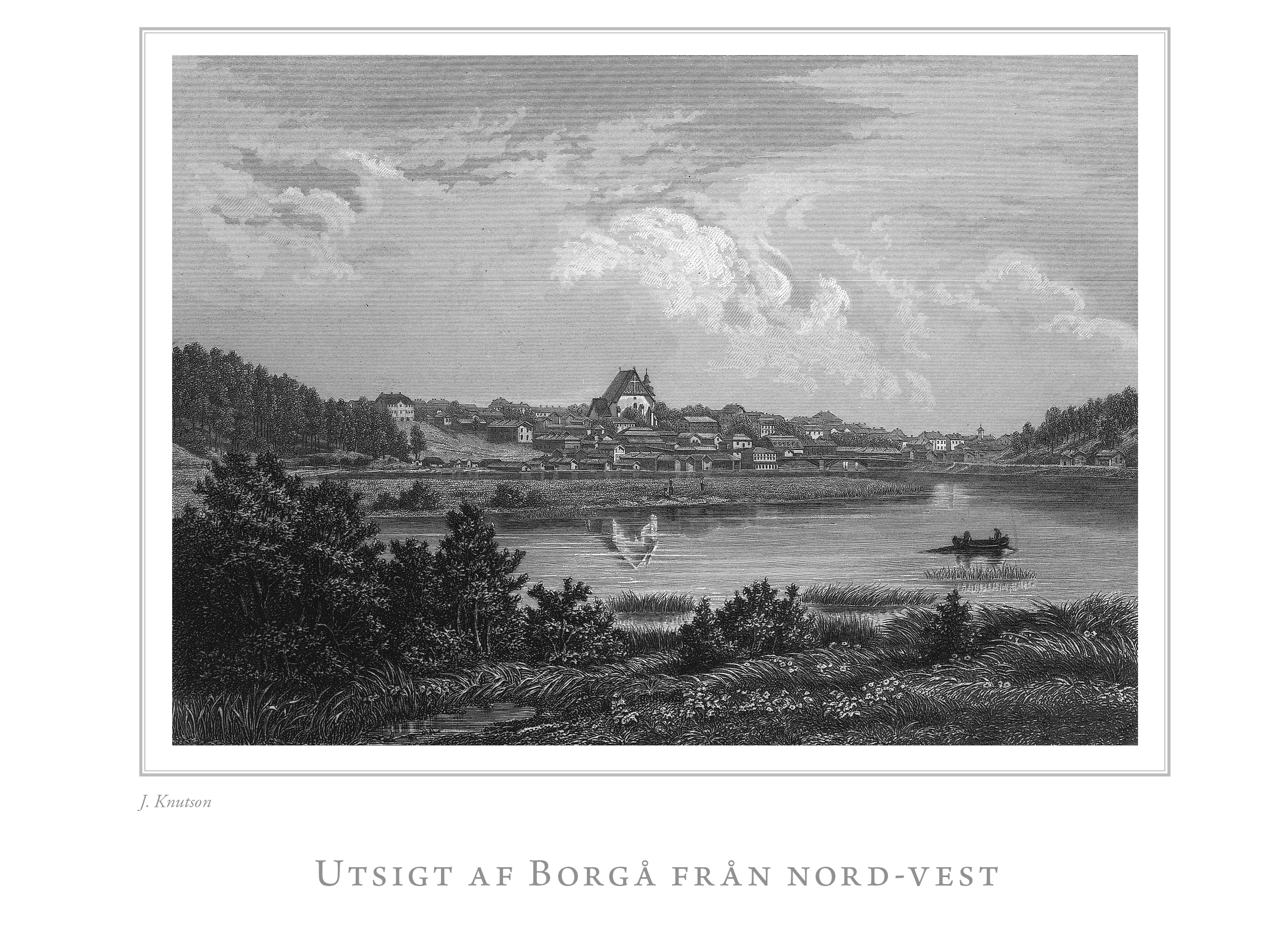
Vy av Borgå, Nyland
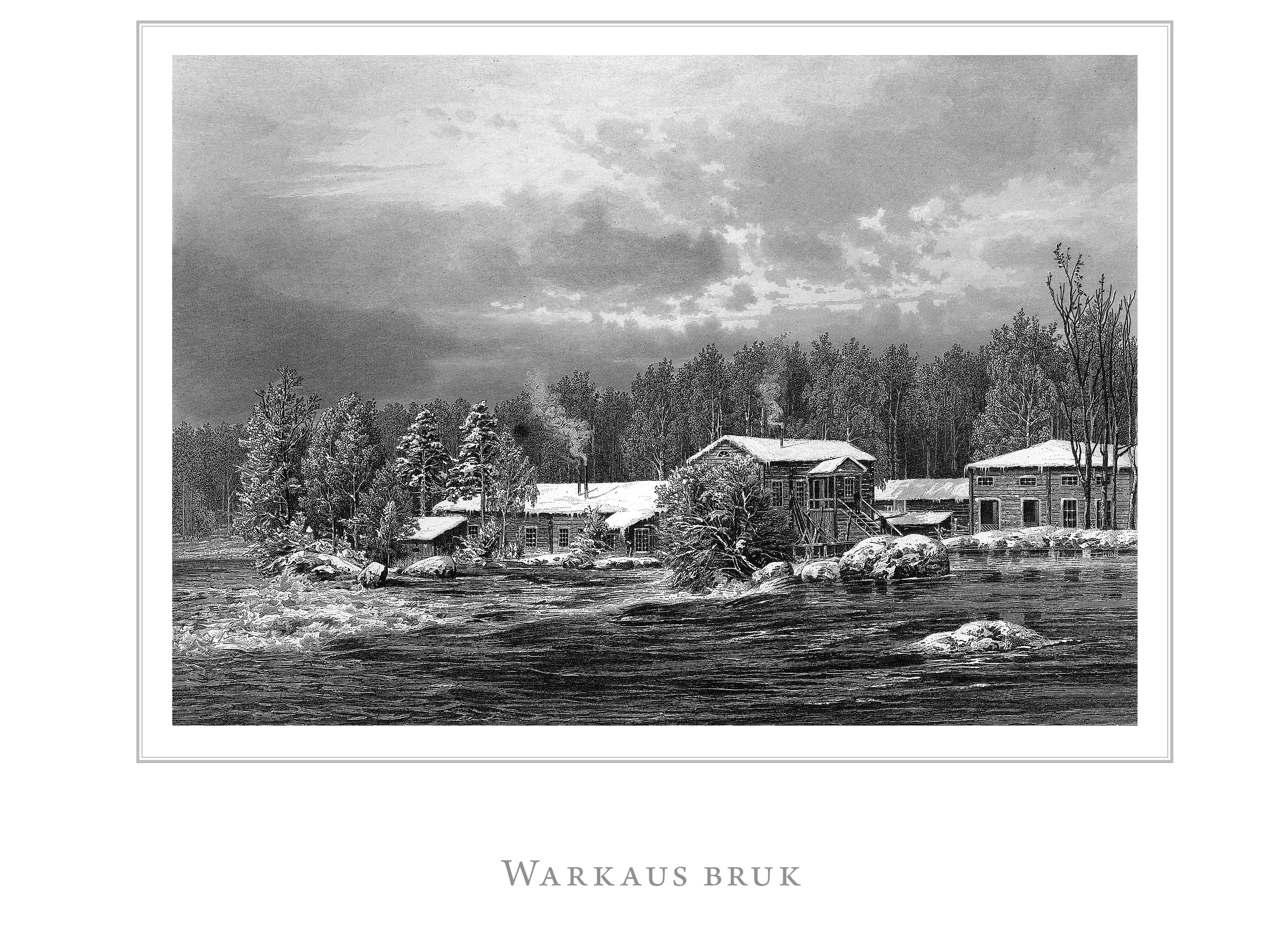
Bruk i Varkaus, Savolax
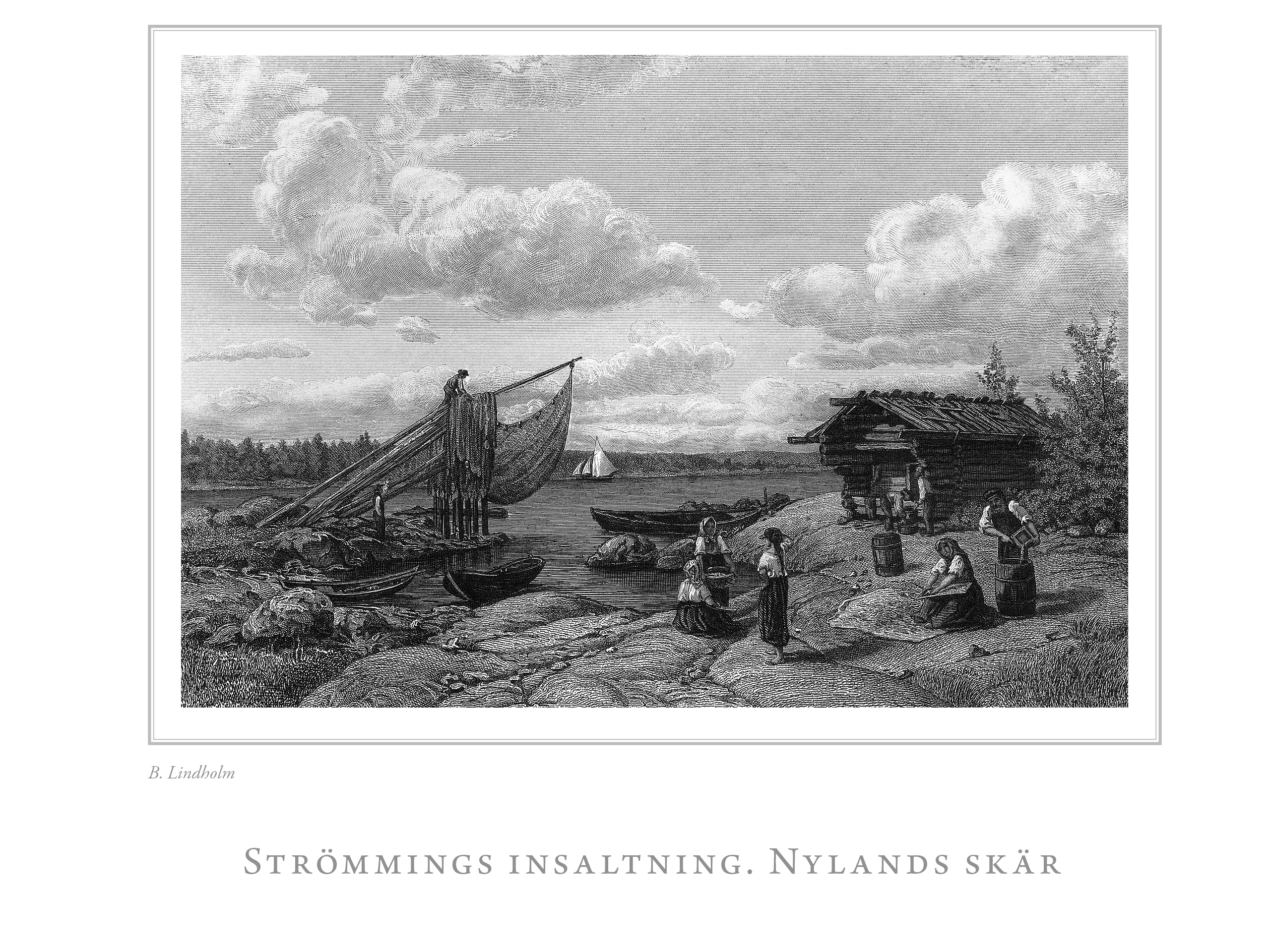
Insaltning av sill i Nyland
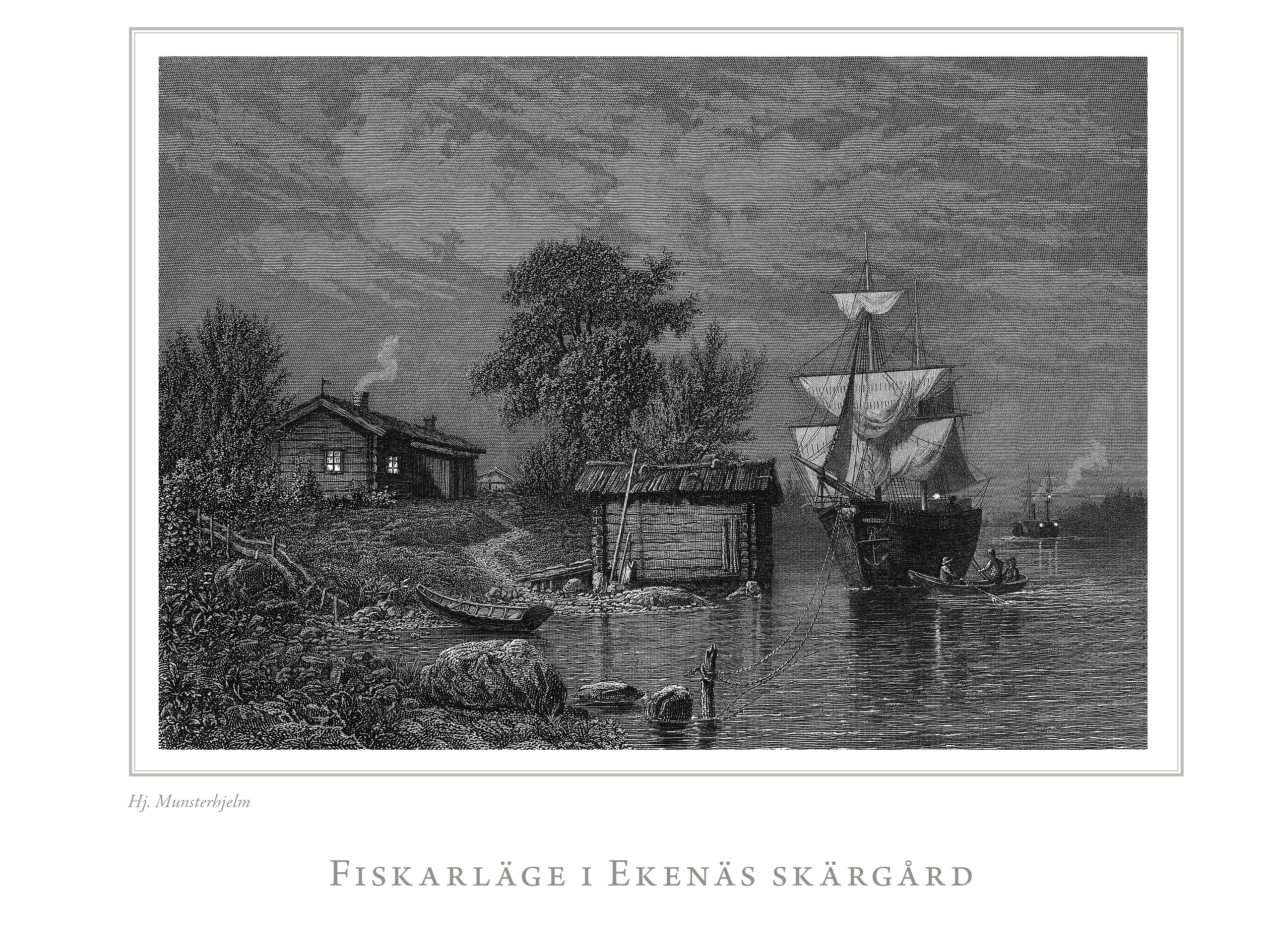
Fiskeläge i Ekenäs, Nyland
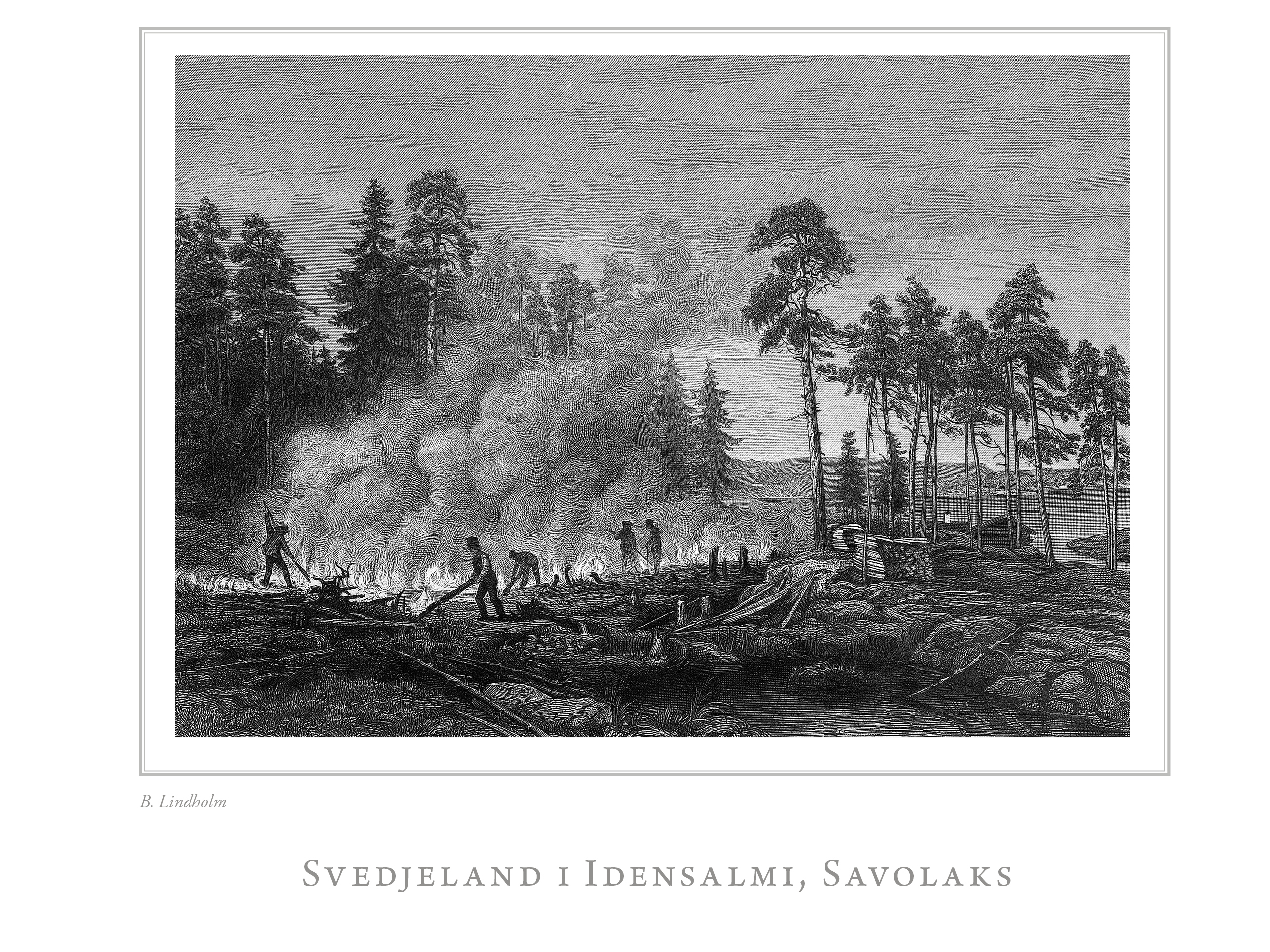
Svedjebruk i Idensalmi, Savolax
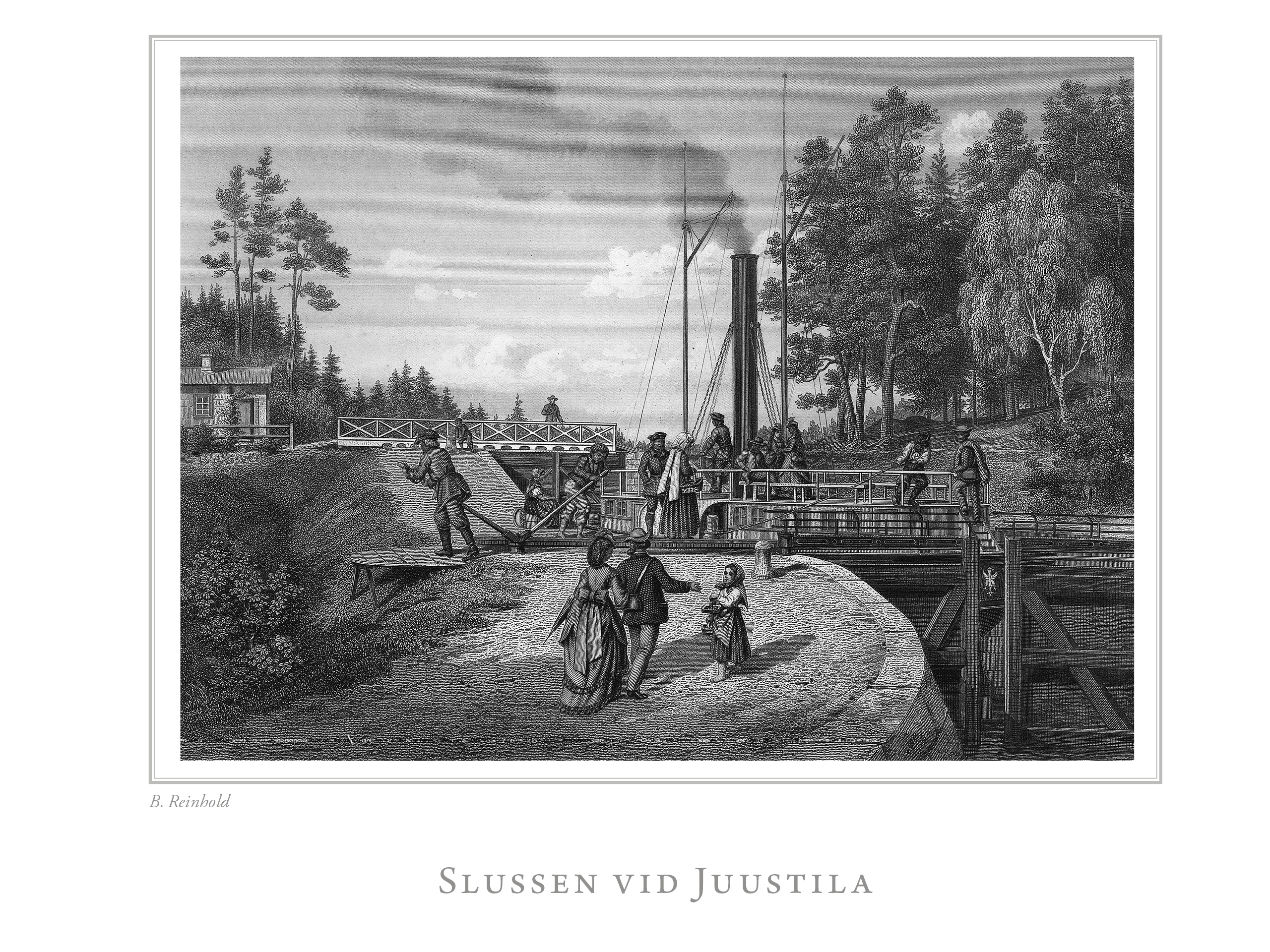
Slussen vid Juustila å, norr om Viborg, Karelen
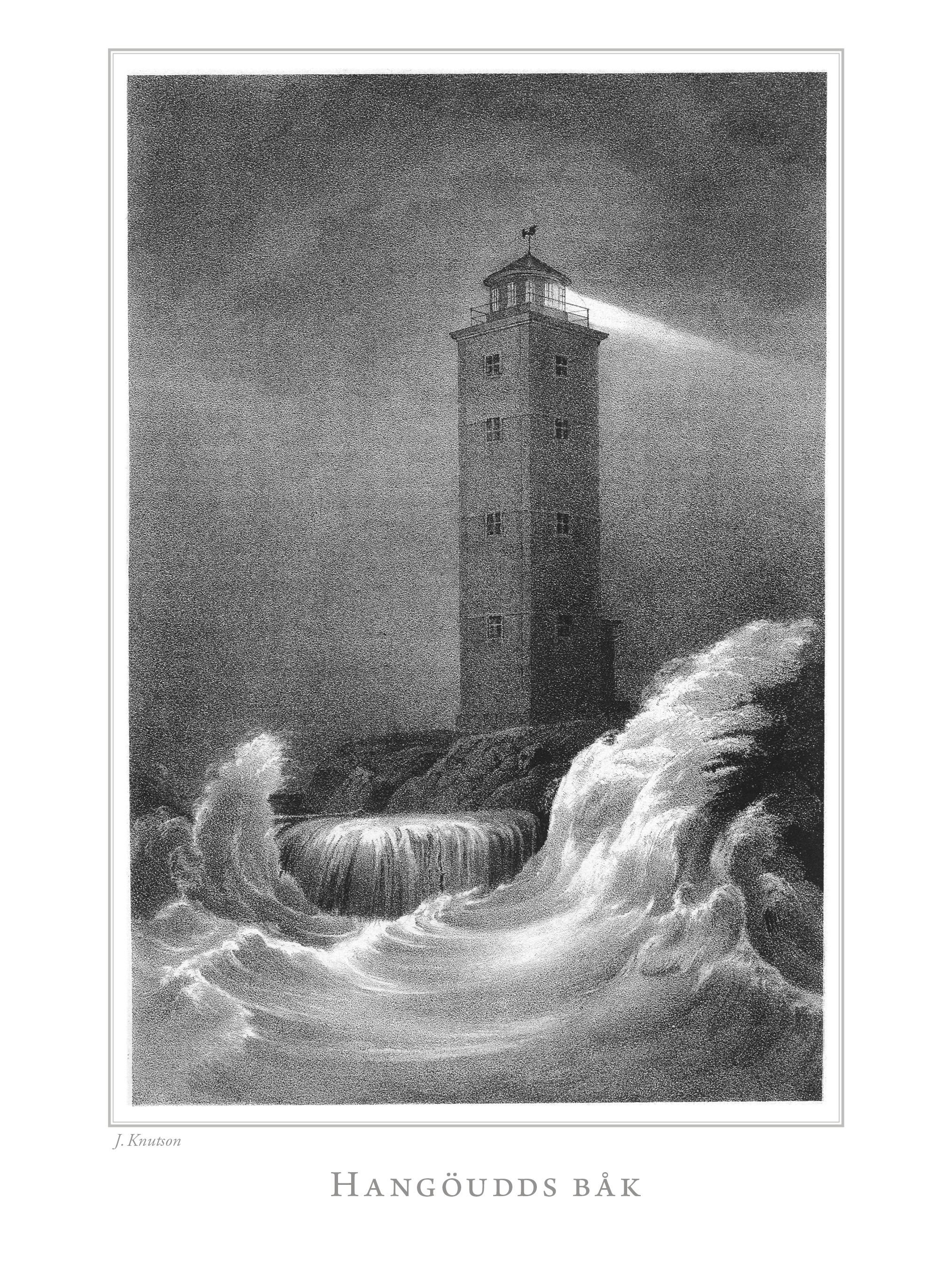
Fyrbåk i Hangö, Nyland
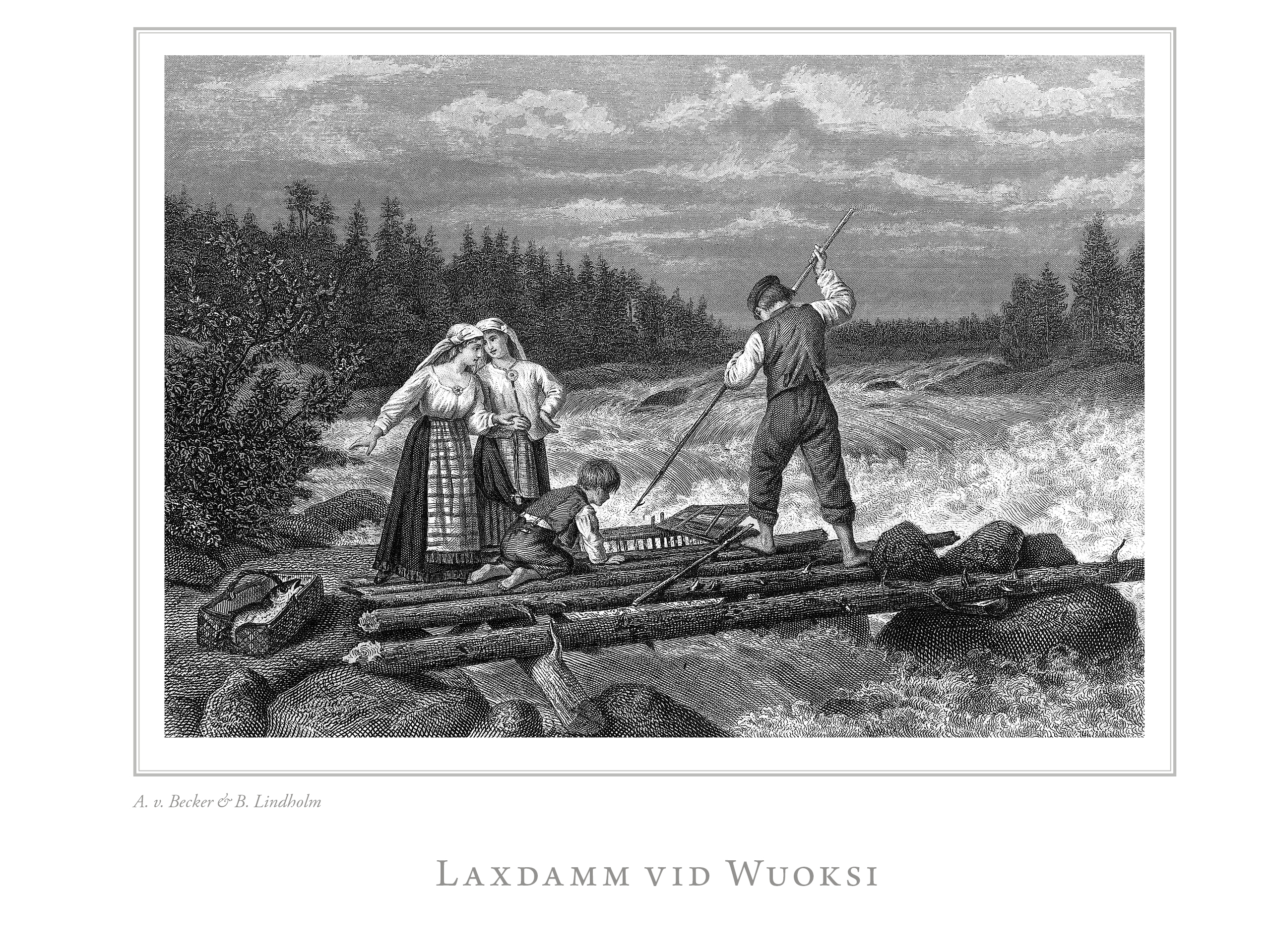
Fiske vid Vuoksen i Karelen